# Regionskodning
Regionskodning är ett system som används av främst film- och TV-spelsindustrin för att förhindra att konsumenter köper filmer och spel utanför den egna regionen. Det fungerar så att bolagen först delar in världen i olika regioner, och sedan bygger in en spärr i uppspelningsenheterna så att de endast fungerar ihop med media avsedda för samma region som spelaren själv. En speciell kod lagras på mediet för att identifiera vilken region det är avsett för, och denna kod kontrolleras sedan av spelaren.
Det mest kända exemplet på regionskodning är förmodligen DVD-formatet, där Europa kallas för "region 2" och Nordamerika för "region 1". En europeisk DVD-spelare vägrar spela upp filmer från Nordamerika, och vice versa.

## Regionsfria spelare
Det är vanligt att konsumenter modifierar sina produkter för att slippa regionskodningen, och därmed kunna importera filmer och spel från andra regioner. En sådan uppspelningsenhet sägs vara regionsfri.
En modifiering går vanligtvis till så att uppspelningsenheten utrustas med ett modchip, som innehåller en förändrad version av uppspelningsenhetens firmware där spärren tagits bort. En sådan uppspelningsenhet respekterar inte längre regionskoden på mediat, utan spelar upp det oavsett regionskod.
Ett annat sätt att göra sin uppspelningsenhet regionsfri är att söka på Internet efter koder och sekvenser som ibland går att knappa in på uppspelningsenhetens fjärrkontroll, för att "låsa upp" den.
De DVD-spelare som sitter i datorer går ofta att göra regionsfria relativt enkelt genom att man laddar ner en modifierad firmware (s.k. RPC1) för just den aktuella modellen från Internet.

## DVD-regioner

Världskarta över DVD-regioner

| Kod | Region |
| --- | --- |
| 0   | Regionsfri - Informell kod med betydelsen "hela världen". Skivor med region 0 symbol har antingen ingen siffra eller siffrorna 1-6. |
| 1   | USA, Kanada, Bermuda, Karibien |
| 2   | Europa, (utom före detta Sovjetunionen. Dock tillhör Estland, Lettland, Litauen, Armenien, Georgien och Azerbajdzjan denna zon), Mellanöstern, Egypten, Grönland, Iran, Japan, Lesotho, Sydafrika och Swaziland.                           |
| 3   | Sydostasien, Hongkong, Macao, Sydkorea och Taiwan. |
| 4   | Australien, Oceanien, Mexiko, Mellanamerika och Sydamerika (förutom Franska Guyana). |
| 5   | Ryssland och före detta Sovjetunionen med undantag av Estland, Lettland, Litauen, Armenien, Georgien och Azerbajdzjan, Sydasien (dock inte Iran), Indien, Mongoliet, Nordkorea och Afrika (utom ovan nämnda afrikanska länder i region 2). |
| 6   | Folkrepubliken Kina förutom Hongkong och Macao. |
| 7   | Reserverad för radio- och TV-sändningar. |
| 8   | Används inom försvaret. Även för trafikflyg, kryssningsfartyg etc. |
| ALL | Dessa skivor kan spelas upp i alla regioner och av alla slags DVDspelare |